# فهرست قانون‌های اساسی ملی
این فهرست قانون‌های اساسی ملی بر پایه کشورهای رسمی یا نیمه‌رسمی است.

## قانون‌های اساسی کنونی
قانون اساسی مدون، نوعی از قانون اساسی است که در یک سند واحد آمده است که منبع واحد حقوق اساسی در یک کشور است اما قانون اساسی غیرمدون، نوع دیگری از قانون اساسی است که در یک سند واحد وجود ندارد، بلکه از چندین منبع مختلف تشکیل شده است که ممکن است مکتوب یا نانوشته باشند.

### کشورهای مستقل (کشورهای عضو و ناظر سازمان ملل)
| کشور                                    | تاریخ تصویب       | تعداد واژگان       |
| --------------------------------------- | ----------------- | ------------------ |
| ندارد (قانون اساسی افغانستان را ببینید) | August ۱۵ ۲۰۲۱    | —                  |
| قانون اساسی آلبانی                      | November ۲۸ ۱۹۹۸  | ۱۳٬۸۲۶             |
| قانون اساسی الجزایر                     | December ۸ ۱۹۹۶   | ۱۰٬۰۳۸             |
| قانون اساسی آندورا                      | February ۲ ۱۹۹۳   | ۸٬۷۴۰              |
| قانون اساسی آنگولا                      | January ۲۱ ۲۰۱۰   | ۲۷٬۱۸۱             |
| قانون اساسی آنتیگوآ و باربودا           | October ۳۱ ۱۹۸۱   | ۳۸٬۴۶۴             |
| قانون اساسی آرژانتین                    | May ۱ ۱۸۵۳        | ۱۲٬۵۱۴             |
| قانون اساسی ارمنستان                    | July ۵ ۱۹۹۵       | ۱۳٬۷۸۶             |
| قانون اساسی استرالیا                    | January ۱ ۱۹۰۱    | ۱۷٬۳۱۸             |
| قانون اساسی اتریش                       | October ۱ ۱۹۲۰    | ۴۱٬۳۶۶             |
| قانون اساسی جمهوری آذربایجان            | November ۱۲ ۱۹۹۵  | ۱۷٬۳۵۴             |
| قانون اساسی باهاما                      | ۱۹۷۳              | ۴۱٬۸۳۵             |
| قانون اساسی بحرین                       | February ۱۴ ۲۰۰۲  | ۱۰٬۸۰۶             |
| قانون اساسی بنگلادش                     | November ۴ ۱۹۷۲   | ۲۷٬۶۴۳             |
| قانون اساسی باربادوس                    | November ۳۰ ۱۹۶۶  | ۳۴٬۱۴۴             |
| قانون اساسی بلاروس                      | March ۱۵ ۱۹۹۴     | ۱۳٬۲۷۸             |
| قانون اساسی بلژیک                       | February ۷ ۱۸۳۱   | ۱۶٬۱۱۹             |
| قانون اساسی بلیز                        | September ۲۱ ۱۹۸۱ | ۳۹٬۶۲۹             |
| قانون اساسی بنین                        | December ۲ ۱۹۹۰   | ۱۱٬۳۸۶             |
| قانون اساسی بوتان                       | July ۱۸ ۲۰۰۸      | ۱۳٬۶۳۲             |
| قانون اساسی بولیوی                      | February ۷ ۲۰۰۹   | ۳۹٬۳۷۵             |
| قانون اساسی بوسنی و هرزگوین             | December ۱۴ ۱۹۹۵  | ۵٬۴۵۴              |
| قانون اساسی بوتسوانا                    | September ۳۰ ۱۹۶۶ | ۳۰٬۷۱۳             |
| قانون اساسی برزیل                       | October ۵ ۱۹۸۸    | ۶۴٬۴۸۸             |
| قانون اساسی برونئی                      | ۱۹۵۹              | ۱۳٬۸۶۹             |
| قانون اساسی بلغارستان                   | July ۱۲ ۱۹۹۱      | ۱۳٬۶۴۱             |
| قانون اساسی بورکینافاسو                 | June ۱۱ ۱۹۹۱      | ۱۰٬۰۳۰             |
| قانون اساسی بوروندی                     | March ۹ ۱۹۹۲      | ۱۷٬۵۷۴             |
| قانون اساسی کامبوج                      | ۱۹۹۳              | ۸٬۹۳۶              |
| قانون اساسی کامرون                      | January ۱۸ ۱۹۹۶   | ۸٬۴۴۴              |
| قانون اساسی کیپ ورد                     | ۱۹۹۲              | ۳۲٬۱۳۲             |
| قانون اساسی جمهوری آفریقای مرکزی        | March ۲۷ ۲۰۱۶     | ۹٬۷۶۷              |
| قانون اساسی چاد                         | March ۳۱ ۱۹۹۶     | ۱۱٬۷۶۸             |
| قانون اساسی شیلی                        | September ۱۱ ۱۹۸۰ | ۲۵٬۸۲۱             |
| قانون اساسی چین                         | December ۴ ۱۹۸۲   | ۱۰٬۹۶۰             |
| قانون اساسی کلمبیا                      | July ۴ ۱۹۹۱       | ۴۶٬۹۰۲             |
| قانون اساسی کومور                       | December ۲۳ ۲۰۰۱  | ۶٬۱۸۵              |
| قانون اساسی جمهوری کنگو                 | ۲۰۰۱              | ۹٬۹۷۰              |
| قانون اساسی جمهوری دموکراتیک کنگو       | February ۱۸ ۲۰۰۶  | ۱۹٬۲۸۵             |
| قانون اساسی جزایر کوک                   |                   |                    |
| قانون اساسی کاستاریکا                   | November ۷ ۱۹۴۹   | ۱۶٬۷۰۵             |
| قانون اساسی کرواسی                      | December ۲۲ ۱۹۹۰  | ۱۰٬۸۹۸             |
| قانون اساسی کوبا                        | April ۱۰ ۲۰۱۹     | ۱۲٬۸۹۳             |
| قانون اساسی قبرس                        | August ۱۶ ۱۹۶۰    | ۳۷٬۰۰۶             |
| قانون اساسی جمهوری چک                   | December ۱۶ ۱۹۹۲  | ۱۴٬۵۸۰             |
| قانون اساسی دانمارک                     | May ۲۵ ۱۸۴۹       | ۶٬۲۲۱              |
| قانون اساسی جیبوتی                      | September ۱۵ ۱۹۹۲ | ۶٬۶۶۶              |
| قانون اساسی دومینیکا                    | ۱۹۷۸              | ۳۶٬۰۸۰             |
| قانون اساسی جمهوری دومینیکن             | January ۲۶ ۲۰۱۰   | ۲۹٬۷۱۰             |
| قانون اساسی اکوادور                     | October ۲۰ ۲۰۰۸   | ۵۴٬۵۵۵             |
| قانون اساسی مصر                         | January ۱۸ ۲۰۱۴   | ۲۲٬۶۲۶             |
| قانون اساسی السالوادور                  | December ۲۰ ۱۹۸۳  | ۲۲٬۸۲۳             |
| قانون اساسی گینه استوایی                | November ۱۷ ۱۹۹۱  | ۵٬۵۷۵              |
| قانون اساسی اریتره                      | May ۲۳ ۱۹۹۷       | ۶٬۷۵۳              |
| قانون اساسی استونی                      | June ۲۸ ۱۹۹۲      | ۱۱٬۳۴۴             |
| قانون اساسی اسواتینی                    | ۲۰۰۵              | ۴۸٬۶۰۴             |
| قانون اساسی اتیوپی                      | August ۲۱ ۱۹۹۵    | ۱۳٬۶۳۰             |
| قانون اساسی فیجی                        | September ۶ ۲۰۱۳  | ۴۰٬۷۷۳             |
| قانون اساسی فنلاند                      | March ۱ ۲۰۰۰      | ۱۲٬۶۴۰             |
| قانون اساسی فرانسه                      | October ۴ ۱۹۵۸    | ۱۰٬۱۸۰             |
| قانون اساسی گابن                        | ۱۹۹۱              | ۱۱٬۸۰۴             |
| قانون اساسی گامبیا                      | January ۱۶ ۱۹۹۷   | ۴۳٬۴۶۵             |
| قانون اساسی گرجستان                     | August ۲۴ ۱۹۹۵    | ۱۱٬۴۹۰             |
| قانون اساسی آلمان                       | May ۸ ۱۹۴۹        | ۲۷٬۳۷۹             |
| قانون اساسی غنا                         | April ۲۸ ۱۹۹۲     | ۵۳٬۹۸۵             |
| قانون اساسی یونان                       | June ۱۱ ۱۹۷۵      | ۲۶٬۹۸۹             |
| قانون اساسی گرنادا                      | ۱۹۹۱              | ۳۳٬۷۳۷             |
| قانون اساسی گواتمالا                    | January ۱۴ ۱۹۸۶   | ۲۸٬۶۹۲             |
| قانون اساسی گینه                        | May ۷ ۲۰۱۰        | ۱۲٬۷۰۷             |
| قانون اساسی گینه بیسائو                 | May ۶ ۱۹۸۴        | ۷٬۸۲۰              |
| قانون اساسی گویان                       | October ۶ ۱۹۸۰    | ۴۶٬۲۲۱             |
| قانون اساسی هائیتی                      | June ۲۰ ۲۰۱۲      | ۱۸٬۴۸۸             |
| قانون اساسی هندوراس                     | January ۲۰ ۱۹۸۲   | ۲۳٬۴۳۴             |
| قانون اساسی مجارستان                    | April ۱۸ ۲۰۱۱     | ۱۵٬۲۴۷             |
| قانون اساسی ایسلند                      | June ۱۷ ۱۹۴۴      | ۴٬۰۸۹              |
| قانون اساسی هند                         | November ۲۶ ۱۹۴۹  | ۱۴۶٬۳۸۵            |
| قانون اساسی اندونزی                     | August ۱۸ ۱۹۴۵    | ۵٬۹۱۵              |
| قانون اساسی ایران                       | December ۳ ۱۹۷۹   | ۱۶٬۱۷۹             |
| قانون اساسی عراق                        | October ۱۵ ۲۰۰۵   | ۱۱٬۵۵۰             |
| قانون اساسی ایرلند                      | December ۲۹ ۱۹۳۷  | ۱۶٬۰۰۷             |
| قانون اساسی ایتالیا                     | December ۲۲ ۱۹۴۷  | ۱۱٬۷۰۸             |
| قانون اساسی ساحل عاج                    | November ۸ ۲۰۱۶   | ۷٬۸۹۷              |
| قانون اساسی جامائیکا                    | January ۱ ۱۹۶۲    | ۳۸٬۰۴۸             |
| قانون اساسی ژاپن                        | February ۱۱ ۱۸۸۹  | ۴٬۹۹۸              |
| قانون اساسی اردن                        | January ۱۱ ۱۹۵۲   | ۱۰٬۲۳۹             |
| قانون اساسی قزاقستان                    | August ۳۰ ۱۹۹۵    | ۱۳٬۴۸۲             |
| قانون اساسی کنیا                        | August ۲۷ ۲۰۱۰    | ۴۸٬۸۱۸             |
| قانون اساسی کیریباتی                    | ۱۹۷۹              | ۲۶٬۰۸۰             |
| قانون اساسی کره شمالی                   | December ۲۵ ۱۹۷۲  | ۷٬۳۶۴              |
| قانون اساسی کره جنوبی                   | July ۱۷ ۱۹۴۸      | ۹٬۰۵۹              |
| قانون اساسی کویت                        | November ۱۱ ۱۹۶۲  | ۸٬۱۹۷              |
| قانون اساسی قرقیزستان                   | June ۲۷ ۲۰۱۰      | ۱۴٬۳۲۷             |
| قانون اساسی لائوس                       | August ۱۴ ۱۹۹۱    | ۴٬۸۲۰              |
| قانون اساسی لتونی                       | November ۷ ۱۹۲۲   | ۴٬۹۱۷              |
| قانون اساسی لبنان                       | May ۲۳ ۱۹۲۶       | ۶٬۲۹۶              |
| قانون اساسی لسوتو                       | ۱۹۹۳              | ۴۵٬۵۳۲             |
| قانون اساسی لیبریا                      | January ۶ ۱۹۸۶    | ۱۱٬۶۶۷             |
| قانون اساسی لیختن‌اشتاین                 | October ۵ ۱۹۲۱    | ۹٬۵۱۳              |
| قانون اساسی لیتوانی                     | October ۲۵ ۱۹۹۲   | ۱۲٬۲۱۴             |
| قانون اساسی لوکزامبورگ                  | October ۱۷ ۱۸۶۸   | ۵٬۶۰۱              |
| قانون اساسی لیبی                        | August ۳ ۲۰۱۱     | مستند به منبع نیست |
| قانون اساسی ماداگاسکار                  | November ۱۴ ۲۰۱۰  | ۱۵٬۷۵۹             |
| قانون اساسی مالاوی                      | May ۱۶ ۱۹۹۴       | ۳۳٬۴۲۲             |
| قانون اساسی مالزی                       | August ۲۷ ۱۹۵۷    | ۶۴٬۰۸۰             |
| قانون اساسی مالدیو                      | August ۷ ۲۰۰۸     | ۲۳٬۹۹۱             |
| قانون اساسی مالی                        | January ۱۲ ۱۹۹۲   | ۷٬۵۰۳              |
| قانون اساسی مالت                        | September ۲۱ ۱۹۶۴ | ۳۱٬۸۲۰             |
| قانون اساسی جزایر مارشال                | ۱۹۷۹              | ۲۱٬۴۲۹             |
| قانون اساسی موریتانی                    | July ۱۲ ۱۹۹۱      | ۶٬۹۹۷              |
| قانون اساسی موریس                       | March ۱۲ ۱۹۶۸     | ۳۷٬۳۲۰             |
| قانون اساسی مکزیک                       | February ۵ ۱۹۱۷   | ۵۷٬۰۸۷             |
| قانون اساسی ایالات فدرال میکرونزی       | October ۱ ۱۹۷۸    | ۵٬۲۷۱              |
| قانون اساسی مولداوی                     | July ۲۹ ۱۹۹۴      | ۱۲٬۸۱۸             |
| قانون اساسی موناکو                      | December ۱۷ ۱۹۶۲  | ۳٬۸۱۴              |
| قانون اساسی مغولستان                    | January ۱۳ ۱۹۹۲   | ۸٬۲۵۰              |
| قانون اساسی مونته‌نگرو                   | October ۱۹ ۲۰۰۷   | ۱۱٬۵۷۲             |
| قانون اساسی مراکش                       | December ۱۴ ۱۹۶۲  | ۱۵٬۸۹۷             |
| قانون اساسی موزامبیک                    | December ۲۱ ۲۰۰۴  | ۲۴٬۱۷۱             |
| قانون اساسی میانمار                     | May ۲۹ ۲۰۰۸       | ۴۰٬۴۹۲             |
| قانون اساسی نامیبیا                     | February ۹ ۱۹۹۰   | ۲۴٬۱۹۸             |
| قانون اساسی نائورو                      | January ۳۱ ۱۹۶۸   | ۱۳٬۷۱۴             |
| قانون اساسی نپال                        | September ۲۰ ۲۰۱۵ | ۳۲٬۷۵۳             |
| قانون اساسی هلند                        | August ۲۴ ۱۸۱۵    | ۸٬۷۳۹              |
| قانون اساسی نیکاراگوئه                  | January ۱ ۱۹۸۷    | ۲۰٬۵۳۵             |
| قانون اساسی نیجر                        | November ۲۵ ۲۰۱۰  | ۱۴٬۸۰۶             |
| قانون اساسی نیجریه                      | May ۲۹ ۱۹۹۹       | ۶۶٬۲۶۳             |
| قانون اساسی مقدونیه شمالی               | November ۱۷ ۱۹۹۱  | ۱۳٬۴۸۶             |
| قانون اساسی نروژ                        | May ۱۷ ۱۸۱۴       | ۷٬۳۰۷              |
| قانون اساسی عمان                        | November ۶ ۱۹۹۶   | ۷٬۲۳۳              |
| قانون اساسی پاکستان                     | August ۱۴ ۱۹۷۳    | ۵۶٬۲۴۰             |
| قانون اساسی پالائو                      | July ۹ ۱۹۸۰       | مستند به منبع نیست |
| قانون اساسی فلسطین                      | May ۲۸ ۱۹۶۴       | مستند به منبع نیست |
| قانون اساسی پاناما                      | October ۱۱ ۱۹۷۲   | ۲۶٬۰۹۷             |
| قانون اساسی پاپوآ گینه نو               | September ۱۶ ۱۹۷۵ | ۵۸٬۴۹۰             |
| قانون اساسی پاراگوئه                    | June ۲۰ ۱۹۹۲      | ۲۵٬۴۶۱             |
| قانون اساسی پرو                         | December ۳۱ ۱۹۹۳  | ۱۹٬۲۱۶             |
| قانون اساسی فیلیپین                     | February ۲ ۱۹۸۷   | ۲۱٬۹۵۴             |
| قانون اساسی لهستان                      | April ۲ ۱۹۹۷      | ۱۹٬۶۰۲             |
| قانون اساسی پرتغال                      | April ۲۵ ۱۹۷۶     | ۳۵٬۲۱۹             |
| قانون اساسی قطر                         | April ۹ ۲۰۰۴      | ۶٬۸۴۸              |
| قانون اساسی رومانی                      | November ۲۱ ۱۹۹۱  | ۱۴٬۶۶۳             |
| قانون اساسی روسیه                       | December ۱۲ ۱۹۹۳  | ۱۲٬۹۰۸             |
| قانون اساسی رواندا                      | May ۲۶ ۲۰۰۳       | ۱۶٬۹۴۰             |
| قانون اساسی سنت کیتس و نویس             | June ۲۳ ۱۹۸۳      | ۴۹٬۶۴۳             |
| قانون اساسی سنت لوسیا                   | ۱۹۷۸              | ۳۸٬۲۷۱             |
| قانون اساسی سنت وینسنت و گرنادین‌ها      | ۱۹۷۹              | مستند به منبع نیست |
| قانون اساسی ساموآ                       | October ۲۸ ۱۹۶۰   | ۱۹٬۶۱۱             |
| قانون اساسی سائوتومه و پرنسیپ           | November ۵ ۱۹۷۵   | ۷٬۹۸۸              |
| قانون اساسی عربستان سعودی               | March ۱ ۱۹۹۲      | ۶٬۳۳۵              |
| قانون اساسی سنگال                       | January ۱ ۲۰۰۱    | ۱۰٬۸۶۶             |
| قانون اساسی صربستان                     | November ۸ ۲۰۰۶   | ۱۹٬۸۹۱             |
| قانون اساسی سیشل                        | ۱۹۹۳              | ۳۹٬۷۲۹             |
| قانون اساسی سیرالئون                    | ۱۹۹۶              | ۴۴٬۶۳۶             |
| قانون اساسی سنگاپور                     | August ۹ ۱۹۶۵     | ۴۰٬۰۷۶             |
| قانون اساسی اسلواکی                     | October ۱ ۱۹۹۲    | ۱۸٬۴۰۲             |
| قانون اساسی اسلوونی                     | December ۲۳ ۱۹۹۱  | ۱۱٬۴۰۶             |
| قانون اساسی جزایر سلیمان                | May ۳۱ ۱۹۷۸       | ۳۱٬۸۲۶             |
| قانون اساسی سومالی                      | August ۱ ۲۰۱۲     | ۱۹٬۸۲۳             |
| قانون اساسی آفریقای جنوبی               | February ۴ ۱۹۹۷   | ۴۳٬۰۶۲             |
| قانون اساسی سودان جنوبی                 | July ۹ ۲۰۱۱       | ۲۷٬۱۹۱             |
| قانون اساسی اسپانیا                     | December ۶ ۱۹۷۸   | ۱۷٬۶۰۸             |
| قانون اساسی سری‌لانکا                    | September ۷ ۱۹۷۸  | ۴۰٬۰۸۵             |
| قانون اساسی سودان                       | August ۴ ۲۰۱۹     | —                  |
| قانون اساسی سورینام                     | September ۳۰ ۱۹۸۷ | ۱۲٬۴۸۸             |
| قانون اساسی سوئیس                       | April ۱۸ ۱۹۹۹     | ۱۶٬۴۸۴             |
| قانون اساسی سوریه                       | March ۱۳ ۲۰۲۵     | ۶٬۸۰۰              |
| قانون اساسی تاجیکستان                   | November ۶ ۱۹۹۴   | ۷٬۹۱۷              |
| قانون اساسی تانزانیا                    | April ۲۵ ۱۹۷۷     | ۳۵٬۶۵۱             |
| قانون اساسی تایلند                      | April ۶ ۲۰۱۷      | ۷٬۶۸۳              |
| قانون اساسی تیمور شرقی                  | May ۲۰ ۲۰۰۲       | ۱۵٬۳۰۷             |
| قانون اساسی توگو                        | October ۱۴ ۱۹۹۲   | ۱۰٬۲۵۲             |
| قانون اساسی تونگا                       | November ۴ ۱۸۷۵   | ۱۰٬۱۹۲             |
| قانون اساسی ترینیداد و توباگو           | March ۲۹ ۱۹۷۶     | ۳۲٬۵۶۷             |
| قانون اساسی تونس                        | January ۲۶ ۲۰۱۴   | ۹٬۵۰۸              |
| قانون اساسی ترکیه                       | November ۷ ۱۹۸۲   | ۲۹٬۷۲۷             |
| قانون اساسی ترکمنستان                   | May ۱۸ ۱۹۹۲       | ۵٬۷۳۵              |
| قانون اساسی تووالو                      | ۱۹۸۶              | ۳۴٬۸۰۱             |
| قانون اساسی اوگاندا                     | October ۸ ۱۹۹۵    | ۴۹٬۴۴۸             |
| قانون اساسی اوکراین                     | June ۲۸ ۱۹۹۶      | ۱۹٬۲۹۹             |
| قانون اساسی ایالات متحده آمریکا         | June ۲۱ ۱۷۸۸      | ۷٬۷۶۲              |
| قانون اساسی امارات متحده عربی           | December ۲ ۱۹۷۱   | ۱۱٬۵۵۷             |
| قانون اساسی اوروگوئه                    | July ۱۸ ۱۸۳۰      | ۲۹٬۹۱۱             |
| قانون اساسی ازبکستان                    | December ۸ ۱۹۹۲   | ۷٬۹۴۱              |
| قانون اساسی وانواتو                     | July ۳۰ ۱۹۸۰      | ۸٬۴۲۵              |
| قانون اساسی واتیکان                     | November ۲۶ ۲۰۰۰  | مستند به منبع نیست |
| قانون اساسی ونزوئلا                     | December ۲۰ ۱۹۹۹  | ۳۷٬۳۴۴             |
| قانون اساسی ویتنام                      | November ۲۸ ۲۰۱۳  | ۱۱٬۳۴۴             |
| قانون اساسی یمن                         | May ۱۶ ۱۹۹۱       | مستند به منبع نیست |
| قانون اساسی زامبیا                      | ۲۰۱۶              | ۳۰٬۶۹۶             |
| قانون اساسی زیمبابوه                    | May ۹ ۲۰۱۳        | ۵۵٬۸۸۳             |

## قانون‌های اساسی سابق

### افغانستان
- قانون اساسی ۱۹۶۴ افغانستان
- قانون اساسی ۲۰۰۴ افغانستان

### ایران
- قانون اساسی مشروطه

### سوریه
- قانون اساسی ۱۹۳۰ سوریه
- قانون اساسی ۱۹۷۳ سوریه بعثی
- قانون اساسی ۲۰۱۲ سوریه بعثی

### ترکیه
- قانون اساسی امپراتوری عثمانی